# Lasioglossum nudatum
Lasioglossum nudatum là một loài Hymenoptera trong họ Halictidae. Loài này được Benoist mô tả khoa học năm 1962.